# 桃園市立圖書館
桃園市立圖書館（Taoyuan Public Library），簡稱桃市圖，位於中華民國桃園市，為桃園市政府成立的二級機關，負責管理桃園市政府成立的公共圖書館，轄有一座總館與43座分館（含閱覽室），上級單位為桃園市政府教育局。總館位於桃園區南平路（桃園藝文特區內）。

## 歷史
1923年，新竹州立圖書館於新竹州設立，即為桃園市立圖書館的前身。1945年，第二次世界大戰結束後，中華民國接管臺灣，新竹州立圖書館的館務移交由國民政府成立的新竹州接管委員會接收；隔年1月11日，正式籌設「新竹縣立圖書館」。隨新竹縣治遷至桃園鎮，新竹縣立圖書館於1946年2月遷至今桃園市境內；1950年臺灣省行政區劃調整後，桃、竹、苗分治，原「新竹縣立圖書館」也易名為「桃園縣立圖書館」。
1983年7月1日，桃園縣立文化中心成立，「桃園縣立圖書館」成為其中之一的館組。1986年，桃園縣立圖書館首度針對圖書館自動化工作進行研議，參考臺北市政府《圖書館自動化作業研究報告》作初步規畫，於1988年7月正式完成3萬3千餘筆書目的建檔作業。
2006年12月，完成了桃園縣讀者檔案整合，推動「一證通用政策」；2008年6月，開始實施「桃園縣公共圖書館館際合作借閱服務」；2009年9月，正式於桃園縣13個鄉鎮市立公共圖書館的總館提供「桃園縣公共圖書館館際合作借閱服務」。2011年2月，「桃園縣公共圖書館館際合作借閱服務」正式開始提供線上申請，民眾首度可透過網路跨館借書，奠定了今日桃園市立圖書館的基礎。
2014年12月25日，隨桃園縣升格桃園市，桃園市政府文化局正式成立「桃園市立圖書館」，係桃園市政府二級機關，管轄桃園市立圖書館各分館業務。2023年7月1日起改隸桃園市政府教育局。

## 組織
- 館長

- 秘書

- 圖資管理組：閱覽及流通服務等各項管理；分館訪視、評鑑及輔導等事項；綜整各館特色館藏；館藏資料採購及報刊訂購；館藏發展政策及分編原則；電子資源採購、分編及轉檔；各項圖書資料交換及贈送；館際合作、館藏盤點及淘汰；統籌各類館藏資料主題展及活動；櫃台輪值排班、志工管理、好書交換及巡迴圖書。

- 知識服務組：推廣活動統籌規畫；綜整分館閱讀推廣活動、展覽、導覽、教師圖推業務；館員及志工訓練及管理、志工召募統籌。

- 行政企劃組：辦理各項採購業務；出納業務及零用金管理；文書業務及印信業務；研考業務；財產及臨時人員、駐衛警等管理；空間改造及修繕；綠美化、清潔業務；資訊系統及資訊軟硬體管理。

- 會計室：依法辦理歲計、會計及統計事項。

- 人事室：依法辦理人事管理事項。

- 政風室：依法辦理政風事項。

## 館舍現狀
迄今桃園市立圖書館已有一座總館、39間分館、4間閱覽室，另有數處分館規劃、興建中。

### 總館
成立之初總館位於桃園區桃園市政府文化局大樓內，為一座中型自動化圖書館。新總館位於桃園藝文特區南平路，由圖書館棟與電影院棟兩棟建築構成，最初預計2020年完工，惟實際開館日期歷經多次延後，最終新館圖書館棟於2022年12月17日展開試營運、2023年9月1日開始正式營運，電影院棟則預計朝2023年底至2024年初對外營運目標前進。
桃園市立圖書館新總館，預算原預估約為新臺幣20.88億元（後追加至31億元），為臺灣造價最昂貴的市立圖書總館。圖書館棟為地下2層，地上8層的建築物，5層樓的電影院棟則規劃為「桃知道文創生活廣場」，兩棟建築合計樓板面積46,301平方公尺（14,006坪），落成後成為桃園市第一大的公共圖書館，而藏書至少一百萬冊則和高雄市立圖書館總館藏書相當。另原位於文化局之舊總館於新總館開幕後，改為「桃園市立圖書館文化局分館」。

### 分館
| 行政區域 | 分館圖片 | 分館名稱            | 館藏特色                | 啟用時間       | 樓板面積  | 所在地址                             | 主要分館 | 備註                                                                                             |
| -------- | -------- | ------------------- | ----------------------- | -------------- | --------- | ------------------------------------ | -------- | ------------------------------------------------------------------------------------------------ |
| 分館     |          |                     |                         |                |           |                                      |          |                                                                                                  |
| 桃園區   |          | 桃園分館 （閉館中） | 已無館藏資訊            | 1984年10月24日 | 約470坪   | 桃園市桃園區民權路24號               |          | 桃園分館所在之新民大樓因配合市府都更計畫，營運至2023年9月30日，自2023年10月1日起閉館不對外開放。 |
| 桃園區   |          | 文化局分館          | 樂齡                    | 1983年         |           | 桃園市桃園區縣府路21號               |          | 原為總館，2022年新總館啟用後更為現名。                                                           |
| 桃園區   |          | 中路分館            | 翻譯文學                | 2004年3月23日  | 約336坪   | 桃園市桃園區宏昌七街166號            |          |                                                                                                  |
| 桃園區   |          | 大林分館            | 原住民                  | 2004年10月5日  | 約400坪   | 桃園市桃園區樹仁二街37號             |          |                                                                                                  |
| 桃園區   |          | 會稽分館            | 親職教育                | 2005年3月30日  | 約500坪   | 桃園市桃園區自強路217號              |          |                                                                                                  |
| 桃園區   |          | 埔子分館            | 旅遊                    | 2005年10月     | 約584坪   | 桃園市桃園區同安街601號              |          |                                                                                                  |
| 中壢區   |          | 中壢分館            | Lexile 英文閱讀分級讀物 | 1970年3月1日   |           | 桃園市中壢區中美路76號               | 是       |                                                                                                  |
| 中壢區   |          | 內壢分館            | 臺灣歷史                | 1996年8月      |           | 桃園市中壢區光華三街10號2、3樓       |          |                                                                                                  |
| 中壢區   |          | 龍岡分館            | 多元文化                | 2015年12月10日 | 約1940坪  | 桃園市中壢區台貿一街100號            |          |                                                                                                  |
| 中壢區   |          | 自強分館            |                         | 2019年11月25日 |           | 桃園市中壢區強國路60號               |          |                                                                                                  |
| 平鎮區   |          | 平鎮分館            | 繪畫                    | 2002年10月19日 |           | 桃園市平鎮區環南路三段88號           | 是       |                                                                                                  |
| 平鎮區   |          | 東勢分館            | 繪本                    | 1996年1月1日   |           | 桃園市平鎮區金陵路五段55號2樓        |          |                                                                                                  |
| 平鎮區   |          | 山仔頂分館          | 軍事專區                | 2020年11月19日 |           | 桃園市平鎮區坤慶路88號               |          |                                                                                                  |
| 平鎮區   |          | 義民分館            |                         | 2024年3月8日   |           | 桃園市平鎮區復旦路二段116號5至6樓    |          |                                                                                                  |
| 八德區   |          | 八德分館            | 攝影                    | 1972年5月4日   |           | 桃園市八德區興豐路264號              | 是       |                                                                                                  |
| 八德區   |          | 大湳分館            | 電影                    | 2012年11月23日 |           | 桃園市八德區重慶街53巷2號            |          |                                                                                                  |
| 八德區   |          | 景雲分館            |                         | 2021年11月1日  | 約570坪   | 桃園市八德區豐德路452號2樓           |          |                                                                                                  |
| 八德區   |          | 八德三號社宅分館    |                         | 2024年2月3日   | 506.62坪  | 桃園市八德區重慶街53巷2號            |          |                                                                                                  |
| 楊梅區   |          | 楊梅分館            | 華文小說                | 1971年         |           | 桃園市楊梅區光華街26號               | 是       |                                                                                                  |
| 楊梅區   |          | 埔心分館            | 0-3 歲幼兒圖書          | 2000年1月      |           | 桃園市楊梅區中興路145號              |          |                                                                                                  |
| 楊梅區   |          | 富岡分館            | 鐵道文化                | 2008年1月1日   |           | 桃園市楊梅區成功路18之7號2樓         |          |                                                                                                  |
| 楊梅區   |          | 紅梅分館            | 青少年                  | 2018年3月19日  |           | 桃園市楊梅區校前路41號               |          |                                                                                                  |
| 蘆竹區   |          | 蘆竹分館            | 兒童文學                | 1972年3月28日  | 約688坪   | 桃園市蘆竹區五福一路255號            | 是       |                                                                                                  |
| 蘆竹區   |          | 南崁分館            | 飲食文化                | 2014年5月1日   |           | 桃園市蘆竹區南崁路138號              |          |                                                                                                  |
| 蘆竹區   |          | 大竹分館            | 科普                    | 2006年         | 約700坪   | 桃園市蘆竹區興仁路330號              |          |                                                                                                  |
| 蘆竹區   |          | 山腳分館            | 動漫                    | 2008年6月7日   |           | 桃園市蘆竹區山外路513號2樓           |          |                                                                                                  |
| 龜山區   |          | 龜山分館            | 戲劇                    | 1975年6月1日   |           | 桃園市龜山區自強南路97號1樓          | 是       |                                                                                                  |
| 龜山區   |          | 大崗分館            | 室內設計                | 2003年7月      |           | 桃園市龜山區大湖55號                 |          |                                                                                                  |
| 龜山區   |          | 迴龍分館            | 醫藥                    | 1995年         | 約67坪    | 桃園市龜山區萬壽路一段42號4樓        |          |                                                                                                  |
| 龜山區   |          | 山德分館            | 眷村文化                | 2006年11月9日  |           | 桃園市龜山區頂興路2巷14號3樓         |          |                                                                                                  |
| 龍潭區   |          | 龍潭分館            | 音樂、茶                | 1979年         | 約2,540坪 | 桃園市龍潭區中興路680號              | 是       |                                                                                                  |
| 大園區   |          | 大園分館            | 人類學                  | 2008年6月      |           | 桃園市大園區中正西路12之1號4樓       | 是       |                                                                                                  |
| 大園區   |          | 三和分館            | 水文化                  | 1993年3月1日   |           | 桃園市大園區三和路5號                |          |                                                                                                  |
| 大溪區   |          | 大溪分館            | 木藝                    | 1976年5月4日   |           | 桃園市大溪區普濟路33號               | 是       |                                                                                                  |
| 大溪區   |          | 崎頂分館            | 老街、觀光              | 2007年9月28日  | 392坪     | 桃園市大溪區公園路30號               |          |                                                                                                  |
| 大溪區   |          | 康莊分館            |                         | 2018年5月10日  |           | 桃園市大溪區康莊路641號              |          |                                                                                                  |
| 觀音區   |          | 觀音分館            | 生態、休閒農業          | 1978年8月2日   |           | 桃園市觀音區文化路2號4樓             | 是       |                                                                                                  |
| 觀音區   |          | 新坡分館            | 生活保健                | 2004年5月3日   |           | 桃園市觀音區新生路76巷8弄1號2號樓之1 |          |                                                                                                  |
| 觀音區   |          | 草漯分館            | 手工藝                  | 2002年6月1日   |           | 桃園市觀音區莊敬路186號4樓           |          | 自2022年9月因天花板崩落，損壞嚴重而關閉，於2024年10月遷移至觀音多功能場館重新啟用。              |
| 新屋區   |          | 新屋分館            | 客家文化                | 2009年3月7日   | 約600坪   | 桃園市新屋區中興路91巷11號           | 是       |                                                                                                  |

#### 閱覽室
| 行政區域 | 分館名稱   | 啟用時間       | 樓板面積 | 所在地址                                |
| -------- | ---------- | -------------- | -------- | --------------------------------------- |
| 桃園區   | 寶興閱覽室 | 2018年10月29日 |          | 桃園市桃園區民有三街501號4樓            |
| 中壢區   | 中華閱覽室 | 2008年7月8日   |          | 桃園市中壢區中華路二段369-1號4樓        |
| 八德區   | 建國閱覽室 |                |          | 桃園市八德區建國路1199號3樓             |
| 龍潭區   | 龍潭閱覽室 |                |          | 桃園市龍潭區中正路210號（龍潭分館舊址） |

#### 特殊館舍
| 行政區域 | 分館圖片 | 分館名稱         | 啟用時間           | 樓板面積 | 所在地址                                     |
| -------- | -------- | ---------------- | ------------------ | -------- | -------------------------------------------- |
| 蘆竹區   |          | 桃園市兒童文學館 | 2018年             | 約150坪  | 桃園市蘆竹區五福一路255號4樓（蘆竹分館樓上） |
| 八德區   |          | 兒童玩具館       | 2021年4月4日試營運 |          | 桃園市八德區重慶街36號                       |

### 區立圖書館
因復興區為直轄市山地原住民區，為保留地方文化及自治權，故復興區圖書館雖名義上屬於桃園市立圖書館系統，但實際上是由復興區公所經營。
| 行政區域 | 圖書館圖片 | 圖書館名稱     | 啟用時間     | 樓板面積 | 所在地址               |
| -------- | ---------- | -------------- | ------------ | -------- | ---------------------- |
| 復興區   |            | 復興區立圖書館 | 1978年1月1日 |          | 桃園市復興區中正路20號 |

### 全自動借書站
目前桃園市立圖書館共有5座全自動借書站機台，均位於桃園機場捷運車站內，如下：
- A8長庚醫院站1樓
- A8長庚醫院站2樓
- A7體育大學站地下1樓
- A21環北站地下1樓
- A22老街溪站地下1樓

### 行動圖書車

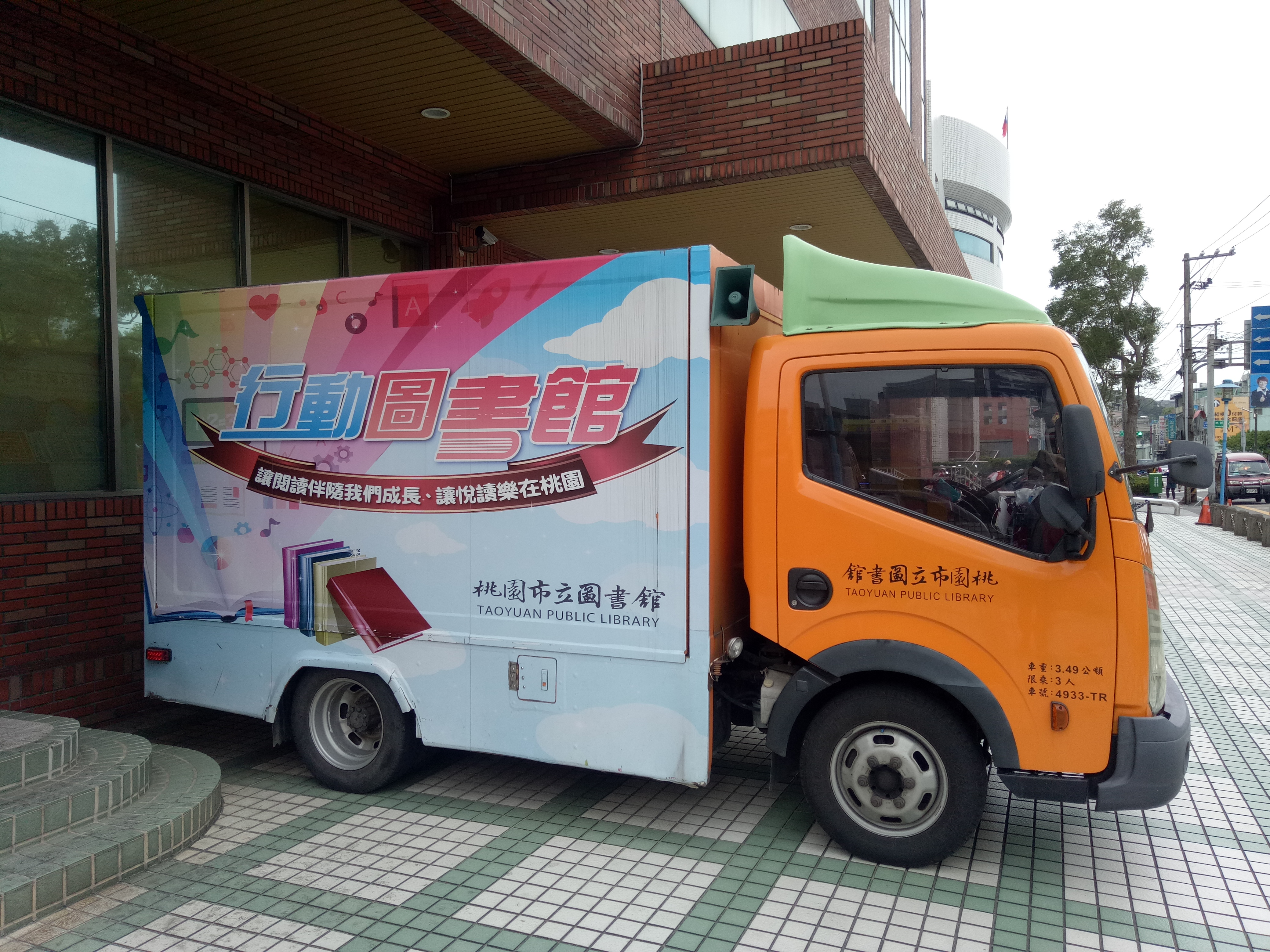
桃園市立圖書館的行動圖書車

為彌補城鄉閱讀差距，桃園市立圖書館購有5輛「行動圖書車」，提供民眾閱讀、借還書、辦圖書證等服務，採鷗翼開放式空間設計，每輛車約可擺放2000餘冊書籍。根據2018年統計，行動圖書車駐點達1753場、借書量近6萬冊，參與超過10萬人次；駐點服務將以偏鄉或非營利機構等公益團體申請為優先。

## 服務

### 借閱憑證
- 桃樂卡：根據桃園市政府研究發展考核委員會發佈之規定辦理。
- 個人借閱證：凡中華民國國民持國民身份證、駕駛執照或戶口名簿；大陸人士持中華民國居留證；外籍人士持中華民國居留證及護照，皆可前往各館櫃檯臨櫃申請。個人借閱證持有量以一張為限。
- 家庭借閱證：設籍桃園市之二人以上家戶方能持戶口名簿正本及身份證正本前往各館櫃檯臨櫃申請。家庭借閱證持有量以一張為限。
- 團體借閱證：設籍桃園市之學校（以班級為一單位）、機關、登記立案之廠商，分別得持班級導師身分證正本、申請人身份證正本申請、憑立案證明文件及負責人身份證正本前往各館櫃檯臨櫃申請。團體借閱證持有量以一張為限。

### 借閱規定
- 個人借閱證：一次得借閱圖書三十冊（件），借期三十日，可續借兩次，續借期限以三十日為限。個人借閱證有效期限為五年。
- 家庭借閱證：一次得借閱圖書五十冊，借期三十日，可續借兩次，續借期限以三十日為限。家庭借閱證有效期限為五年。
- 團體借閱證：一次得借閱圖書一百冊，借期六十日，不可續借。團體借閱證有效期限為兩年。
- 電子資源借閱：凡有各類借閱證其一者，皆可登入桃園市立圖書館網站借閱電子資源，一次得借電子書二冊、電子雜誌一次，借期分別為十四天及二天，電子書得續借一次，且可預約三冊，電子雜誌不可續借。
- 視聽資源借閱：內閱讀者須憑各類借閱證至提供內閱服務之圖書館登記使用座位，每次限借一件；若無人等待或尚有空位，可重新登記使用。
- 視障人士借閱：一張借閱證可借閱館藏資料10冊（含點字書），館藏資料借期三十日、點字書借期六十日，得續借一次，續借期限以30日為限。

### 新北桃園一證通
2019年12月9日起，「新北桃園市立圖書館一證通服務」啟用，只要持有桃園市借閱證或市民卡，登入官網「個人書房」啟用該服務，便可以在桃園市及新北市兩市的公共圖書館跨市借書。2020年10月17日起，進一步新增跨域還書服務。

### 全家超商取書服務
2022年12月20日起，因應新總館試營運，桃園市立圖書館與全家便利商店合作，民眾只要在系統上預約圖書，就可以於桃園任何一家全家超商取書，還書則可在全台的全家超商還書。取書費用50元、還書45元，20日開始試辦至2023年3月底。

## 外部連結
- 桃園市立圖書館 （页面存档备份，存于）（中文）（英文）（日語）（越南文）（泰文）（印尼文）
- 桃園市立圖書館的Facebook專頁